# Зборник радова (Машински институт Српске академије наука)

Зборник радова је стручна серијска публикација посвећена питањима из области машинства, а посебна пажња посвећена је парним котловима, моторима са унутрашњим сагоревањем и бродоградњи. Часопис је излазио у Београду од 1949. до 1961. године, а издавао га је Машински институт Српске академије наука. Објављено је девет свезака. Уредник првих пет свезака био је академик Владимир Фармаковски (директор Института 1947-1954), а уредник преостале четири др Душан Величковић (директор Института 1954-1963). Часопис је познат и као Recueil des travaux de l’Institut de constructions mécaniques.
Због промене назива института, часопис је променио наслов у Зборник радова Машинског института „Владимир Фармаковски“, познат и као Recueil des travaux de l’Institut de constructions méchaniques „Vladimir Farmakovski“ (ISSN 0373-7047). Због нередовног прилива радова и недостатка средстава, објављена је само једна свеска (бр. 10), 1964. године, и њен уредник је био академик Ненад Зрнић, тадашњи директор Института.
Након што је име института још једном промењено, крајем шездесетих година, наслов часописа се променио у Recueil des travaux de l’Institut des sciences techniques de l’Academie serbe des sciences et arts.